# Vilobí del Penedès
Vilobí del Penedès és un municipi de la comarca de l'Alt Penedès. Es troba al sector septentrional de la plana, al nord-oest del terme de Vilafranca, accidentat pels contraforts meridionals de les serres de Font-rubí i de Mediona i drenat per la riera de Llitrà o de les Graus.

## Geografia
- Llista de topònims de Vilobí del Penedès (Orografia: muntanyes, serres, collades, indrets..; hidrografia: rius, fonts...; edificis: cases, masies, esglésies, etc).

## Història
S'han trobat restes del Neolític al jaciment d'indústria lítica en sílex de les Guixeres de Vilobí. També s'han trobat restes ibèriques i romanes que semblen indicar un poblament continuat durant l'edat antiga.
Vallformosa fou des del s. X una quadra del terme de Sant Martí, però no és fins al s. XII que el terme Vilobí és esmentat a la documentació. Des del s. XII Vilobí se segregà del Castell de Sant Martí, si bé al s. XIV, igual que Sant Martí, inicià la seva dependència jurisdiccional de la Pia Almoina de Barcelona. Els canonges de la catedral de Barcelona foren els senyors de Vilobí fins a la desaparició del feudalisme al s. XIX.
A 1842 el territori de Vallformosa fou agregat a Vilobí i des de 1846 Vilobí inicià el seu camí com a municipi independent, si bé la parròquia se seguí dient de Santa Maria de Vallformosa de Vilobí.
Si bé el topònim Vilobí pot indicar l'existència de guix en el terme des d'època romana, aquesta presència està documentada des del 1013. El guix ha condicionat no només la toponímia sinó sobretot la fesomia física i econòmica del municipi. Són encara presents algun antic forn de Vilobí i els pèlags de les antigues guixeres, avui ja tancades i convertides en un parc.

## Demografia
| Entitat de població | Habitants (2024) |
| Bellver             | 428              |
| les Guixeres        | 363              |
| Vilobí del Penedès  | 358              |
| Polígon Industrial  | 0                |
| Font: Idescat       |                  |

| 1497 f | 1515 f | 1553 f | 1717 | 1787 | 1857 | 1877 | 1887  | 1900 | 1910 |
| ------ | ------ | ------ | ---- | ---- | ---- | ---- | ----- | ---- | ---- |
| -      | -      | 30     | -    | 725  | 794  | 986  | 1.011 | 911  | 992  |

| 1920  | 1930  | 1940  | 1950  | 1960  | 1970  | 1981 | 1990 | 1992 | 1994 |
| ----- | ----- | ----- | ----- | ----- | ----- | ---- | ---- | ---- | ---- |
| 1.053 | 1.040 | 1.085 | 1.093 | 1.040 | 1.000 | 771  | 804  | 816  | 816  |

| 1996 | 1998 | 2000 | 2002 | 2004 | 2006  | 2008  | 2010  | 2012 | 2014  |
| ---- | ---- | ---- | ---- | ---- | ----- | ----- | ----- | ---- | ----- |
| 852  | 852  | 874  | 921  | 970  | 1.033 | 1.109 | 1.129 | -    | 1.090 |

| 2016  | 2018  | 2020  | 2022  | 2024  | 2026 | 2028 | 2030 | 2032 | 2034 |
| ----- | ----- | ----- | ----- | ----- | ---- | ---- | ---- | ---- | ---- |
| 1.103 | 1.106 | 1.102 | 1.130 | 1.150 | -    | -    | -    | -    | -    |

## Llocs d'interès
- Museu de Geologia de Vilobí del Penedès.[2]
- Parc dels Talls, zona formada per un conjunt de quatre llacs, anomenats tradicionalment com a “pèlags” i que van aparèixer després d'anys d'explotació del guix.[3][4]